# Allium thunbergii
Allium thunbergii — вид рослин з родини амарилісових (Amaryllidaceae); поширений у західній Азії.

## Опис
Цибулина одиночна, рідко парна, від яйцюватої до яйцювато-циліндричної, діаметром 1–2 см; зовнішня оболонка від білувато-чорно-коричневої до брудно-чорної. Листки лінійні, довші від стеблини, завширшки 2–4 мм, 3-кутові, краї гладкі. Стеблина 25–40(50) см, вкрита листовими піхвами на 1/4–1/3 довжини. Зонтик нещільно багатоквітковий. Оцвітина від червоної до пурпурної; сегменти з темною серединною жилкою, овально-еліптичні, 5–6 × 2.5–3.5 мм, верхівки тупі; зовнішні човноподібні, коротші, ніж внутрішні. Період цвітіння: серпень — жовтень.

## Поширення
Поширення: Японія, Корея Північна й Південна, Тайвань, Китай — західна частина.
Населяє узлісся, схили, пасовища; від приблизно рівня моря до 1300 м.

## Використання
Це їстівний вид; сире листя і квітки мають м'який аромат цибулі. Використовується як гарнір для салатів. Невідомо, чи цей вид культивують для цієї мети чи збирають із дикої природи.